# 동학초등학교
동학초등학교는 대한민국 경기도 화성시에 있는 공립 초등학교이다.

## 학교 연혁
| ▣ 2001. 6. 25.            | • 동학 초등학교 개교 |
| ▣ 2001. 6. 25.            | • 초등학교 6학급 편성, 병설유치원 1학급 편성 |
| ▣ 2001. 6. 25.            | • 제1대 윤욱섭 교장 부임 |
| ▣ 2002. 2. 15.            | • 제1회 졸업 및 타임캡슐 봉함식(55명) |
| ▣ 2006.12. 20.            | • 전국 100대교육과정 최우수학교 표창 |
| ▣ 2017. 9. 1.             | • 제5대 이방섭 교장 부임 |
| ▣ 2017. 9. 1.~2018. 2. 28 | • 화장실 공사 • 시청각실 리모델링 |
| ▣ 2018. 3. 1.~2019. 2. 28 | • 학생사물함 교체 • 교사용 책걸상 교체 • 유치원 1학급 증설 공사 • 옥상 방수 공사 |
| ▣ 2019. 3. 1.~2020. 2. 29 | • 교사 내부 도색 • 교실 바닥 교체 • 복도 바닥 교체 • 유치원 놀이터 공사 • 본관 교실 창문 교체 |
| ▣ 2019.12. 31.            | • 제19회 졸업 및 타임캡슐 봉함식(161명) |
| ▣ 2020. 3. 1.             | • 초등학교 31, 특수 1, 병설유치원 4 학급 편성 |
| ▣ 2020. 3. 1.~            | • S/W 선도학교 운영 • 경기도화성오산교육청지정 혁신공감학교 운영 • 동학초등학교 부설 영재학급 운영(1학급) • 초등돌봄교실 운영(3학급) • 음악실 리모델링 • 별관 교실 창문 교체 • 교내 보도 블럭 교체 |